# 부산 복천동 22호분 출토 청동칠두령
부산 복천동 22호분 출토 청동칠두령(釜山 福泉洞 二十二號墳 出土 靑銅七頭鈴, 영어: Bronze Seven-Headed Bell excavated from Tomb No. 22, Bokcheon-dong)은 대한민국 부산광역시 동래구 복천박물관에 있는, 1980～1982년 부산 복천동 22호분 발굴 시 출토된 가야시대의 청동방울이다. 2019년 3월 6일 대한민국의 보물 제2019호로 지정되었다.

## 개요
‘부산 복천동 22호분 출토 청동칠두령’은 1980～1982년 부산 복천동 22호분 발굴 시 출토된 청동방울이다. 고조선시대 의례에 사용된 청동제 방울은 팔두령(八頭領), 쌍두령(雙頭領) 등 여러 점이 알려져 있으나 삼국시대 유물로는 지금까지 발견된 사례가 없다. 따라서 ‘복천동 22호분 출토 칠두령’은 가야시대까지 관련 신앙과 제례가 지속되었음을 증명해주는 유물이라는 점에서 독보적인 가치가 있다. 4～5세기 가야의 최고 수장급이 사용한 유물로서, 청동을 녹여 속이 빈 상태로 본체와 방울을 주조하였고 둥근 본체의 자루 부분에 나무로 손잡이를 끼웠으며, 표면을 매끈하게 처리하여 공예기술사적으로도 우수한 성취를 이루었음을 보여준다. ‘부산 복천동 22분 출토 청동칠두령’은 동아시아에서는 유례를 찾아 볼 수 없는 독특한 형태로 가야시대 의례와 청동 공예문화를 대표하는 문화재로서 의미가 크다.

## 같이 보기
- 부산 복천동 고분군 - 사적 제273호

## 참고 자료
- 부산 복천동 22호분 출토 청동칠두령 - 국가유산청 국가유산포털